# Дубовецька сільська рада (Галицький район)
| Дубовецька сільська рада — орган місцевого самоврядування у Галицькому районі Івано-Франківської області з адміністративним центром у с. Дубівці. 17.10.1954 облвиконком рішенням № 744 передав хутір Перевози до Дубовецької сільської ради з Єзупільської селищної ради. Водоймища на території, підпорядкованій даній раді: річка Дністер. Сільській раді підпорядковані населені пункти: - с. Дубівці |

## Склад ради
Рада складається з 16 депутатів та голови.

### Керівний склад ради
| ПІБ                       | Основні відомості                                                                           | Дата обрання | Дата звільнення |
| ------------------------- | ------------------------------------------------------------------------------------------- | ------------ | --------------- |
| Пилюк Артур Михайлович    | Сільський голова, 1975 року народження, освіта                                              | 26.03.2006   | 05.07.2009      |
| Коржак Михайло Богданович | Сільський голова, 1969 року народження, освіта, безпартійний                                | 20.06.2010   | 31.10.2010      |
| Опацька Тетяна Петрівна   | Сільський голова, 1973 року народження, освіта вища, Всеукраїнське об'єднання 'Батьківщина' | 15.12.2013   |                 |

Примітка: таблиця складена за даними джерела